# Galegeeska rufescens
Galegeeska rufescens là một loài động vật có vú trong họ Macroscelididae, bộ Macroscelidea. Loài này được Peters mô tả năm 1878.
Loài này được tìm thấy ở Ethiopia, Kenya, Somalia, Nam Sudan, Tanzania và Uganda. Môi trường sống tự nhiên của chúng là xavan khô và cây bụi khô nhiệt đới hoặc cận nhiệt đới.